# Vlag van Amstelveen
De vlag van Amstelveen is de gemeentelijke vlag van de Noord-Hollandse gemeente Amstelveen. Het is niet bekend of deze vlag officieel vastgesteld is en zo ja wanneer. De vlag kan als volgt worden omschreven:
Vijf banen rood-zwart-rood-zwart-rood in een hoogteverhouding van 9:10:9:10:9; de zwarte banen beladen met vier witte  schuinkruisjes, drie op de bovenste zwarte baan, gelijk matig over de baanlengte verdeeld, en eentje op het midden van de onderste zwarte baan.
De vlag is afgeleid van het gemeentewapen.

## Verwante afbeeldingen

Wapen van Amstelveen

Opmerking: tot 1964 was de naam van de gemeente Nieuwer-Amstel. In oudere vlaggenboeken en -lijsten is de vlag onder die naam te vinden.
Aalsmeer · Alkmaar · Amstelveen · Amsterdam · Bergen · Beverwijk · Blaricum · Bloemendaal · Castricum · Den Helder · Diemen · Dijk en Waard · Drechterland · Edam-Volendam · Enkhuizen · Gooise Meren · Haarlem · Haarlemmermeer · Heemskerk · Heemstede · Heiloo · Hilversum · Hollands Kroon · Hoorn · Huizen · Koggenland · Landsmeer · Laren · Medemblik · Oostzaan · Opmeer · Ouder-Amstel · Purmerend · Schagen · Stede Broec · Texel · Uitgeest · Uithoorn · Velsen · Waterland · Wijdemeren · Wormerland · Zaanstad · Zandvoort
1. Vlag gemeente Amstelveen kopen? Dé specialist in vlaggen! - DVC. dvc.nl. Geraadpleegd op 14 september 2023.
2. ↑  Vlag gemeente Amstelveen kopen? Dé specialist in vlaggen! - DVC. dvc.nl. Geraadpleegd op 14 september 2023.